# Trichestra chinensis
Trichestra chinensis är en fjärilsart som beskrevs av Max Wilhelm Karl Draudt 1950. Trichestra chinensis ingår i släktet Trichestra och familjen nattflyn. Inga underarter finns listade i Catalogue of Life.